# Distretto di Plahn Nyarn
Il distretto di Plahn Nyarn è un distretto della Liberia facente parte della contea di Sinoe.